# 塔甘特省
塔甘特省（阿拉伯语：ولاية تكانت）是毛里塔尼亞中南部的一個省份。面積95,200平方公里，2000年估計人口76,620人。首府提吉克賈。
下分3區。
1. ↑  . hdi.globaldatalab.org.   [2018-09-13]. （原始内容存档于2018-09-23） （英语）.